# Secció de ciclisme del Sport Lisboa e Benfica
La secció de ciclisme del Sport Lisboa e Benfica era una de les diferents seccions que tenia aquest club portuguès. Actualment inactiva, l'últim any en competició va ser el 2008. Les temporades 2007 i 2008 va arribar a ser Equip continental professional.

## Principals resultats
- Volta a Portugal: José Maria Nicolau (1931, 1934), Alfredo Trindade (1932), Joaquim Fernandes (1939), José Martins (1947), João Peixoto Alves (1965), Francisco Valada (1966), Fernando Mendes (1974), David Plaza (1999)
- Volta a l'Algarve: Melcior Mauri (1999)
- Giro de les Regions: Rui Alberto Faria da Costa (2007)
- Volta a la Comunitat Valenciana: Rubén Plaza (2008)

### A les grans voltes
- Giro d'Itàlia
  - 0 participacions
- Tour de França
  - 0 participacions
- Volta a Espanya
  - 4 participacions (1973,[1] 1973,[1] 1975,[2] 1999)
  - 0 victòries d'etapa:
  - 0 classificació finals:
  - 0 classificacions secundàries:

## Classificacions UCI
Fins al 1998 els equips ciclistes es trobaven classificats dins l'UCI en una única categoria. El 1999 la classificació UCI per equips es dividí entre GSI, GSII i GSIII. D'acord amb aquesta classificació els Grups Esportius I són la primera categoria dels equips ciclistes professionals. La següent classificació estableix la posició de l'equip en finalitzar la temporada.
| Temporada | Classificació per equips | Millor ciclista en la classificació individual |
| --------- | ------------------------ | ---------------------------------------------- |
| 1999      | 17è (GSII)               | Melcior Mauri (87è)                            |
| 2000      | 45è (GSII)               | Melcior Mauri (466è)                           |

UCI Europa Tour
| Temporada | Classificació per equips | Millor ciclista en la classificació individual |
| --------- | ------------------------ | ---------------------------------------------- |
| 2007      | 27è                      | Javier Benítez (21è)                           |
| 2008      | 27è                      | Rubén Plaza (25è)                              |